# Tarrama
Pour les articles homonymes, voir Tarama.
Tarrama, en arabe : الرمطرّامةاضين,  ou Khirbet al-Tarramah, est un village du gouvernorat de Hébron en Palestine, situé au sud de Dura, au sud-ouest de la Cisjordanie.
Selon le recensement du bureau central palestinien des statistiques, la localité compte une population de 642 habitants en 2017.